# Луміар
Луміар (порт. Lumiar; МФА: [ɫu.mi.ˈaɾ]) — парафія в Португалії, у муніципалітеті Лісабон. Розташована в західній частині країни, на теренах історичної португальської провінції Ештремадура. Входить до складу округу Лісабон. За адміністративним поділом, чинним до 1976 року, терени парафії були складовою провінції Ештремадура. Належить до Лісабонського патріархату Католицької церкви. Патрон — Іван Хреститель. Площа — 6,1148 км². Населення — 41163 ос. (2011). Сильно урбанізований регіон. Густота населення — 6731,7 осіб/км²
. Код — 110618.

## Географія

Райони Лісабона
Зони Лісабона
Луміар

## Населення
| Кількість мешканців | Кількість мешканців | Кількість мешканців | Кількість мешканців | Кількість мешканців | Кількість мешканців | Кількість мешканців | Кількість мешканців | Кількість мешканців | Кількість мешканців | Кількість мешканців | Кількість мешканців | Кількість мешканців | Кількість мешканців | Кількість мешканців |
| ------------------- | ------------------- | ------------------- | ------------------- | ------------------- | ------------------- | ------------------- | ------------------- | ------------------- | ------------------- | ------------------- | ------------------- | ------------------- | ------------------- | ------------------- |
| 1864                | 1878                | 1890                | 1900                | 1911                | 1920                | 1930                | 1940                | 1950                | 1960                | 1970                | 1981                | 1991                | 2001                | 2011                |
| 1 391               | 1 511               | 2 142               | 2 405               | 2 801               | 3 143               | 4 885               | 10 634              | 10 336              | 9 140               | 19 910              | 29 645              | 35 390              | 37 693              | 41 163              |